# Veladero
Veladero è un comune (corregimiento) della Repubblica di Panama situato nel distretto di Tolé, provincia di Chiriquí. Si estende su una superficie di 51,1 km² e conta una popolazione di 1.727 abitanti (censimento 2010).